# Daihatsu Fellow

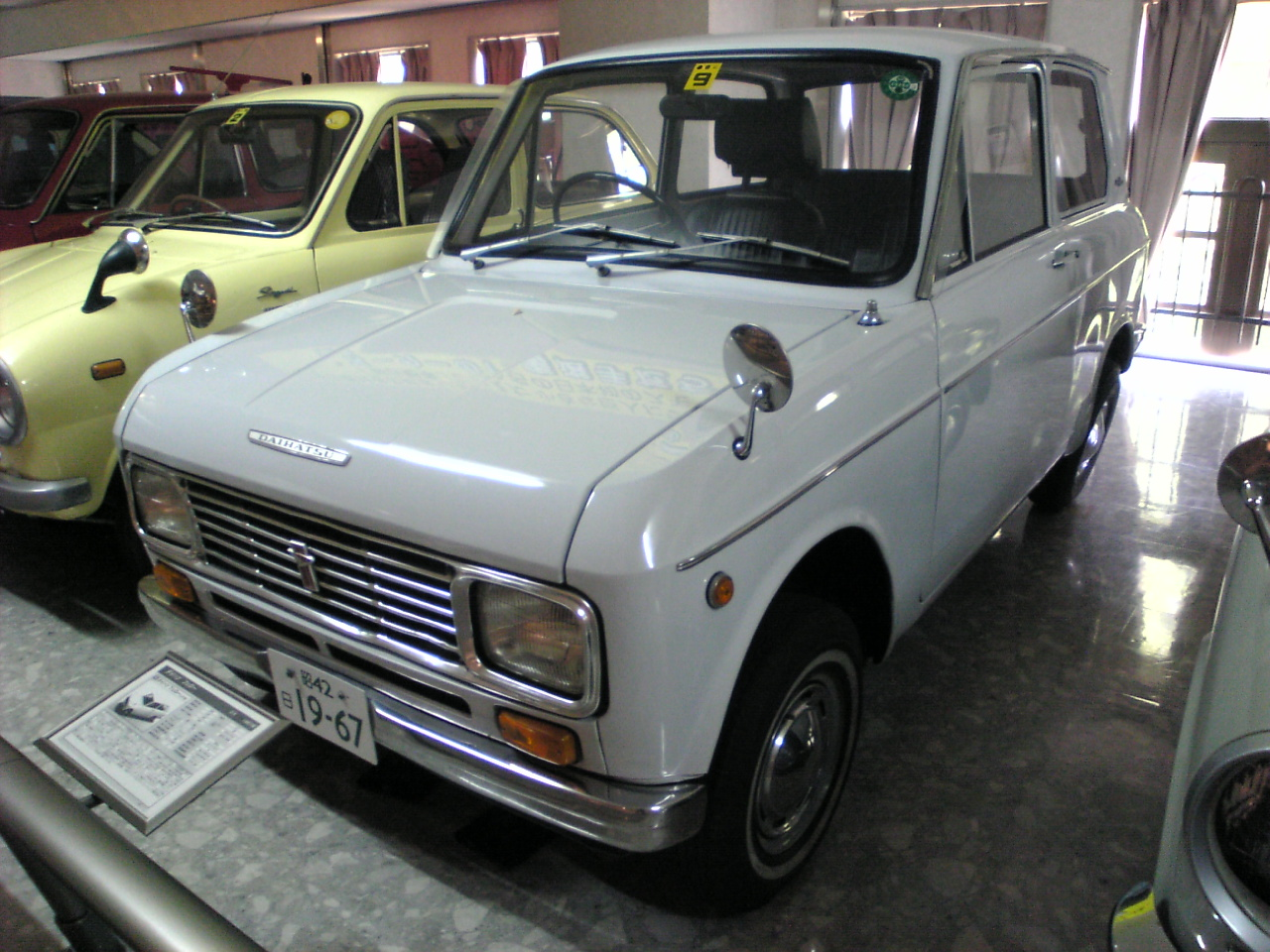
Daihatsu Fellow (L37)

Der Daihatsu Fellow ist ein Pkw-Modell des Herstellers Daihatsu mit der internen Bezeichnung L37. Das Kei-Car war mit einem 360-cm³-Motor und Heckantrieb ausgestattet und bot Platz für vier Personen. 
Der Vorgänger L35 hatte noch die Namensbezeichnung Hijet, wobei es diesen als Lkw- und Pkw-Variante gab. Als dann zusätzlich eine Frontlenker-Variante des L35 auf den Markt kam, entschied Daihatsu bei der nächsten Fahrzeuggeneration die Pkw-Modelle als Fellow und die Lastkraftwagen als Hijet zu vermarkten.
Im April 1970 stellte Daihatsu mit dem Fellow Max, der die interne Bezeichnung L38 trägt, den Nachfolger vor. 